# Asa'ib Ahl al-Haq
Asa'ib Ahl al-Haq (AAH; árabe: عصائب أهل الحق Aṣaʾib ʾAhl al-Haqq, "Liga de los Justos"), también conocida como la Red Khazali, es un partido político chií iraquí y un grupo paramilitar activo en la insurgencia iraquí y la guerra civil siria. Durante la guerra de Irak fue conocido como el "Grupo Especial" más grande de Irak (el término de los estadounidenses para los paramilitares chiitas respaldados por Irán en Irak), y ahora es parte de las Fuerzas de Movilización Popular (PMF), un grupo de milicias chiitas que están cerca de Irán.
AAH fue financiado y entrenado por la Fuerza Quds de Irán. Los miembros de AAH, como parte de PMF, reciben salarios del gobierno iraquí después de que las unidades de PMF se integraron oficialmente en las fuerzas de seguridad iraquíes en 2018.
AAH se ha atribuido la responsabilidad de más de 6000 ataques contra las fuerzas estadounidenses y de la Coalición. En 2017, AAH creó un partido con el mismo nombre.
El 3 de enero de 2020, el Departamento de Estado de los Estados Unidos anunció su intención de designar a AAH como una organización terrorista junto con dos de sus líderes, Qais al-Khazali y su hermano Laith al-Khazali, quienes fueron designados como terroristas globales especialmente designados.

## Historia
Asa'ib Ahl al-Haq se separó del Movimiento Sadrist en 2004. Qais al-Khazali se separó del Ejército Mahdi de Muqtada al-Sadr después del levantamiento chií de 2004 para crear su propia red Khazali. Cuando el Ejército Mahdi firmó un alto el fuego con el gobierno y los estadounidenses y la lucha se detuvo, Khazali continuó luchando, y durante la batalla Khazali ya estaba dando sus propias órdenes a los milicianos sin la aprobación de Muqtada al-Sadr. El liderazgo del grupo (que incluye a Khazali, Abd al-Hadi al-Darraji (un político del Movimiento Sadr de Muqtada al-Sadr) y Akram al-Kaabi), sin embargo, se reconcilió con al-Sadr a mediados de 2005. En julio de 2006, se fundó Asa'ib Ahl al-Haq y se convirtió en uno de los Grupos Especiales que operaban de manera más independiente del resto del Ejército Mahdi. Se convirtió en una organización completamente independiente después de la disolución del Ejército Mahdi tras el levantamiento chií de 2008. En julio de 2006, una parte de AAH luchó junto a Hezbollah en la Guerra del Líbano de 2006 contra Israel. En noviembre de 2008, cuando Sadr creó la Brigada del Día Prometido para suceder al Ejército Mahdi, le pidió a AAH (y otros Grupos Especiales) que se unieran, pero se negaron.
AAH se ha atribuido la responsabilidad de más de 6000 ataques en Irak, incluido el ataque del 10 de octubre de 2006 en Camp Falcon, el asesinato del comandante militar estadounidense en Najaf, el derribo del 6 de mayo de 2006 de un helicóptero British Lynx y el 3 de octubre de 2006 Ataque de 2007 al embajador de Polonia. Su ataque más conocido, sin embargo, es la redada del cuartel general provincial de Karbala del 20 de enero de 2007, donde se infiltraron en las oficinas del ejército estadounidense en Karbala, mataron a un soldado, luego secuestraron y mataron a cuatro soldados estadounidenses más. Después de la redada, el ejército estadounidense lanzó una ofensiva contra AAH y el autor intelectual de la redada, Azhar al-Dulaimi, fue asesinado en Bagdad, mientras que gran parte del liderazgo del grupo, incluidos los hermanos Qais y Laith al-Khazali y el miembro libanés de Hezbolá Ali Musa Daqduq, que era Khazali. asesor estaba a cargo de sus relaciones con Hezbollah. Después de estas detenciones en 2007, Akram al-Kaabi, quien había sido el comandante militar del Ejército Mahdi hasta mayo de 2007, dirigió la organización. En mayo de 2007, AAH secuestró al experto británico en tecnologías de la información Peter Moore y sus cuatro guardaespaldas. Exigieron la liberación de todos sus combatientes encarcelados por las autoridades iraquíes y el ejército estadounidense a cambio de su liberación. Sus cuatro guardaespaldas murieron, pero el propio Moore fue liberado cuando el líder de la AAH, Qais al-Khazali, fue liberado en enero de 2010. Antes de la liberación de Qazali, las fuerzas de seguridad ya habían liberado a más de 100 de los miembros del grupo, incluido Laith al-Khazali. En 2008, muchos de los grupos de combatientes y líderes huyeron a Irán después de que se permitió al ejército iraquí retomar el control de Ciudad Sadr y se disolvió el ejército Mahdi. Aquí la mayoría de los combatientes fueron reentrenados en nuevas tácticas. Resultó en una pausa importante en la actividad del grupo de mayo a julio de 2008.
En febrero de 2010, AAH secuestró al civil del Departamento de Defensa Issa T. Salomi, un estadounidense naturalizado de Irak. Este fue el primer secuestro de alto perfil de un extranjero en Irak desde el secuestro de Peter Moore (que también fue realizado por AAH). Salomi fue puesta en libertad en marzo de 2010 a cambio de la liberación de cuatro combatientes de la AAH detenidos bajo custodia iraquí. En total, 450 miembros de AAH han sido entregados de Estados Unidos a la custodia iraquí desde el secuestro de Peter Moore, más de 250 de los cuales han sido liberados por las autoridades iraquíes.
El 21 de julio de 2010, el general Ray Odierno dijo que Irán estaba apoyando a tres grupos extremistas chiitas en Irak que habían estado intentando atacar bases estadounidenses. Uno de los grupos era AAH y los otros dos eran la Brigada del Día Prometido y Ketaib Hezbollah.
En diciembre de 2010 se informó que notorios comandantes de milicias chiíes como Abu Deraa y Mustafa al-Sheibani regresaban de Irán para trabajar con AAH. El gran ayatolá iraní Kazem al-Haeri fue identificado como el líder espiritual del grupo.
En agosto y septiembre de 2012, AAH inició una campaña de carteles en la que distribuyeron más de 20 000 carteles del líder supremo de Irán, el ayatolá Sayyid Ali Khamenei, en todo Irak. Un alto funcionario del gobierno local de Bagdad dijo que los trabajadores municipales tenían miedo de quitar los carteles por temor a represalias por parte de los milicianos de la AAH.

### Protestas en Irak, 2018-presente
A fines de 2018, las protestas en Basora, Irak, vieron como blanco a varias organizaciones relacionadas con Irán. Entre los daños causados por los manifestantes se encuentran varias oficinas de la AAH que fueron incendiadas.
En julio de 2019, la subsecretaria de Estado adjunta principal para asuntos del Cercano Oriente, Joan Polaschik, declaró que las milicias "rebeldes" respaldadas por Irán estaban planeando operaciones que podrían matar a estadounidenses, socios de la coalición e instalaciones diplomáticas iraquíes y estadounidenses y continuar realizando ataques de fuego indirecto. Estados Unidos retiró al personal que no era de emergencia de su embajada en Bagdad y cerró su consulado en Basora. El subsecretario adjunto de Defensa para el Medio Oriente, Michael Patrick Mulroy, dijo que la "interferencia cínica" de Irán socava los intereses iraquíes al apoyar a las milicias que no cumplen, más leales a Teherán que Bagdad, socavando la autoridad del primer ministro iraquí, aprovechando a los iraquíes comunes al crimen y desestabilización de las frágiles comunidades liberadas de ISIS.
En octubre de 2019, la milicia AAH abrió fuego contra los manifestantes que intentaban incendiar la oficina del grupo en Nasiriya, matando al menos a nueve manifestantes.
El 3 de enero de 2020, el Departamento de Estado de los Estados Unidos anunció su intención de designar a AAH como organización terrorista junto con dos de sus líderes. Qais al-Khazali y su hermano Laith al-Khazali fueron designados como terroristas globales especialmente designados.

## Guerra civil siria
La rama siria de AAH se llama Brigadas Haidar al-Karar y está dirigida por Akram al-Kaabi, el líder militar de AAH estacionado en Alepo. al-Kaabi es también el fundador y líder del grupo militante Harakat Hezbollah al-Nujaba.
El grupo luchó inicialmente bajo la bandera de la Brigada al-Abbas (una organización chiita mixta siria, iraquí y libanesa), pero se dividió en 2014 tras una disputa con los combatientes sirios nativos de al-Abbas. Como otros paramilitares chiitas iraquíes en Siria, luchan en defensa del Mezquita Sayyidah Zainab.

## Elecciones de Irak
AAH participó en las elecciones parlamentarias iraquíes de 2014 como parte del Bloque Al-Sadiqoun. Una reunión electoral de aproximadamente 100 000 partidarios de Al-Sadiqoun se vio empañada por la violencia cuando una serie de bombas estallaron en el mitin de campaña celebrado en el Estadio Industrial en el este de Bagdad matando al menos a 37 personas e hiriendo a decenas de otras, según la policía iraquí. Los organizadores del grupo tenían previsto anunciar en la manifestación los nombres de sus candidatos para las elecciones parlamentarias. En las elecciones, el bloque Al-Sadiquun ganó solo un escaño de los 328 escaños del Parlamento iraquí.
AAH participó en las elecciones parlamentarias iraquíes de 2018 como parte de la Alianza Fatah.

## Fuerza
La fuerza de AAH se estimó en unos 3000 combatientes en marzo de 2007. Sin embargo, en julio de 2011, los funcionarios estimaron que quedaban menos de 1000 milicianos de la AAH en Irak. Se alega que el grupo recibe de Irán unos 5 millones de dólares en efectivo y armas cada mes. En enero de 2012, tras la retirada estadounidense de Irak en diciembre de 2011, Qais al-Khazali declaró que Estados Unidos estaba derrotado y que ahora el grupo estaba preparado para desarmarse y unirse al proceso político.
Desde el comienzo de la guerra iraquí contra ISIL, AAH ha crecido a alrededor de 10 000 miembros y ha sido descrito como uno de los miembros más poderosos de las Fuerzas de Movilización Popular. Ha reclutado a cientos de combatientes sunitas para luchar contra ISIS.

## Fondos
El grupo supuestamente recibe entrenamiento y armas de la Fuerza Quds de la Guardia Revolucionaria de Irán, así como del grupo libanés respaldado por Irán, Hezbollah. En marzo de 2007, Irán estaba proporcionando a la red entre 750 000 $ y 3 millones $ en armas y apoyo financiero cada mes. Abu Mustafa al-Sheibani, un exmiembro de las Brigadas Badr que dirigía una importante red de contrabando conocida como la Red Sheibani, jugó un papel clave en el suministro del grupo. El grupo también fue abastecido por una red de contrabando encabezada por Ahmad Sajad al-Gharawi, un ex comandante del Ejército de al-Mahdi, principalmente activo en la gobernación de Maysan.

## Estructura organizacional
En 2006, AAH tenía al menos cuatro ramas operativas principales:
- La Brigada Imam al-Ali - Responsable del sur de Irak (las 9 gobernaciones chiitas de Irak: Babil, al-Basrah, Dhi Qar, al-Karbala, Maysan, al-Muthanna, an Najaf, al-Qadisiyyah y las gobernaciones de Wasit)
- La Brigada Imam al-Kazem - Responsable de Oeste de Bagdad (principalmente los distritos chiitas de Kadhimiya y Al Rashid, pero también algunas actividades menores en el distrito mixto de Karkh y el distrito principalmente sunita de Mansour)
- La Brigada Imam al-Hadi - Responsable del este de Bagdad (principalmente los distritos chiitas de Thawra, Nissan y Karrada, pero con alguna actividad menor en el distrito mixto de Rusafa y el distrito principalmente sunita de Adhamiyah)
- La Brigada Iman al-Askari - Responsable del centro de Irak (principalmente activa las áreas chiitas en el sur de Diyala, la ciudad de Samarra (en la gobernación de Salah ad-Din) y algunos enclaves chiitas en las gobernaciones de Nínive y Kirkuk)
- Las Brigadas Haidar al-Karar - Responsables de Siria, principalmente el sur de Damasco y el oeste de Alepo.[23]

### Otros
- 41.ª Brigada[35]
- 42.ª Brigada Quwat Liwa al-Shaheed al-Qa'id Abu Mousa al-Amiri[35]
- 43.ª Brigada[35]